# Elezioni suppletive per la Camera dei rappresentanti degli Stati Uniti d'America del 1796
Nel corso del 1796 si tennero elezioni suppletive per la Camera dei rappresentanti per eleggere deputati della Camera nei distretti rimasti vacanti. 

## Risultati

### 2º distretto congressuale del Maryland
Le elezioni politiche suppletive nel 2º distretto congressuale del Maryland si sono tenute il 18 aprile, in seguito alle dimissioni di Gabriel Duvall.
| Partito                            | Partito                                               | Candidato                          | Risultati 18 aprile | Risultati 18 aprile |
| Partito                            | Partito                                               | Candidato                          | Voti                | %                   |
| ---------------------------------- | ----------------------------------------------------- | ---------------------------------- | ------------------- | ------------------- |
|                                    | Democratico-Repubblicano                              | Richard Sprigg, Jr.                | 142                 | 100,00              |
|                                    |                                                       |                                    |                     |                     |
| Iscritti                           | Iscritti                                              | Iscritti                           | 142                 | 100,00              |
| ↳ Votanti (% su iscritti)          | ↳ Votanti (% su iscritti)                             | ↳ Votanti (% su iscritti)          | 142                 | 100,00              |
| ↳ Voti validi (% su votanti)       | ↳ Voti validi (% su votanti)                          | ↳ Voti validi (% su votanti)       | 142                 | 100,00              |
| ↳ Schede non valide (% su votanti) | ↳ Schede non valide (% su votanti)                    | ↳ Schede non valide (% su votanti) | 0                   | 0,00                |
| ↳ Astenuti (% su iscritti)         | ↳ Astenuti (% su iscritti)                            | ↳ Astenuti (% su iscritti)         | 0                   | 0,00                |
|                                    |                                                       |                                    |                     |                     |
|                                    | Esito: collegio confermato a Democratico-Repubblicano |                                    |                     |                     |

### 10º distretto congressuale del Massachusetts
Le elezioni politiche suppletive nel 10º distretto congressuale del Massachusetts si sono tenute il 12 settembre, in seguito alle dimissioni di Benjamin Goodhue.
| Partito                            | Partito                                  | Candidato                          | Risultati 12 settembre | Risultati 12 settembre |
| Partito                            | Partito                                  | Candidato                          | Voti                   | %                      |
| ---------------------------------- | ---------------------------------------- | ---------------------------------- | ---------------------- | ---------------------- |
|                                    | Federalisti                              | Samuel Sewall                      | 417                    | 61,69                  |
|                                    | Federalisti                              | Loammi Baldwin                     | 259                    | 38,31                  |
|                                    |                                          |                                    |                        |                        |
| Iscritti                           | Iscritti                                 | Iscritti                           | 676                    | 100,00                 |
| ↳ Votanti (% su iscritti)          | ↳ Votanti (% su iscritti)                | ↳ Votanti (% su iscritti)          | 676                    | 100,00                 |
| ↳ Voti validi (% su votanti)       | ↳ Voti validi (% su votanti)             | ↳ Voti validi (% su votanti)       | 676                    | 100,00                 |
| ↳ Schede non valide (% su votanti) | ↳ Schede non valide (% su votanti)       | ↳ Schede non valide (% su votanti) | 0                      | 0,00                   |
| ↳ Astenuti (% su iscritti)         | ↳ Astenuti (% su iscritti)               | ↳ Astenuti (% su iscritti)         | 0                      | 0,00                   |
|                                    |                                          |                                    |                        |                        |
|                                    | Esito: collegio confermato a Federalisti |                                    |                        |                        |

### 3º distretto congressuale del Maryland
Le elezioni politiche suppletive nel 3º distretto congressuale del Maryland si sono tenute il 13 ottobre, in seguito alle dimissioni di Jeremiah Crabb
| Partito                            | Partito                                  | Candidato                          | Risultati 3 ottobre | Risultati 3 ottobre |
| Partito                            | Partito                                  | Candidato                          | Voti                | %                   |
| ---------------------------------- | ---------------------------------------- | ---------------------------------- | ------------------- | ------------------- |
|                                    | Federalisti                              | William Craik                      | 652                 | 50,66               |
|                                    | Federalisti                              | Benjamin Edwards                   | 635                 | 49,34               |
|                                    |                                          |                                    |                     |                     |
| Iscritti                           | Iscritti                                 | Iscritti                           | 1 287               | 100,00              |
| ↳ Votanti (% su iscritti)          | ↳ Votanti (% su iscritti)                | ↳ Votanti (% su iscritti)          | 1 287               | 100,00              |
| ↳ Voti validi (% su votanti)       | ↳ Voti validi (% su votanti)             | ↳ Voti validi (% su votanti)       | 1 287               | 100,00              |
| ↳ Schede non valide (% su votanti) | ↳ Schede non valide (% su votanti)       | ↳ Schede non valide (% su votanti) | 0                   | 0,00                |
| ↳ Astenuti (% su iscritti)         | ↳ Astenuti (% su iscritti)               | ↳ Astenuti (% su iscritti)         | 0                   | 0,00                |
|                                    |                                          |                                    |                     |                     |
|                                    | Esito: collegio confermato a Federalisti |                                    |                     |                     |

### 5º distretto congressuale della Pennsylvania
Le elezioni politiche suppletive nel 5º distretto congressuale della Pennsylvania si sono tenute l'11 ottobre, in seguito alle dimissioni di Daniel Hiester.
| Partito                            | Partito                                                         | Candidato                          | Risultati 11 ottobre | Risultati 11 ottobre |
| Partito                            | Partito                                                         | Candidato                          | Voti                 | %                    |
| ---------------------------------- | --------------------------------------------------------------- | ---------------------------------- | -------------------- | -------------------- |
|                                    | Federalisti                                                     | William Craik                      | 2 039                | 56,77                |
|                                    | Democratico-Repubblicano                                        | Benjamin Edwards                   | 1 553                | 43,23                |
|                                    |                                                                 |                                    |                      |                      |
| Iscritti                           | Iscritti                                                        | Iscritti                           | 3 592                | 100,00               |
| ↳ Votanti (% su iscritti)          | ↳ Votanti (% su iscritti)                                       | ↳ Votanti (% su iscritti)          | 3 592                | 100,00               |
| ↳ Voti validi (% su votanti)       | ↳ Voti validi (% su votanti)                                    | ↳ Voti validi (% su votanti)       | 3 592                | 100,00               |
| ↳ Schede non valide (% su votanti) | ↳ Schede non valide (% su votanti)                              | ↳ Schede non valide (% su votanti) | 0                    | 0,00                 |
| ↳ Astenuti (% su iscritti)         | ↳ Astenuti (% su iscritti)                                      | ↳ Astenuti (% su iscritti)         | 0                    | 0,00                 |
|                                    |                                                                 |                                    |                      |                      |
|                                    | Esito: collegio passa da Democratico-Repubblicano a Federalisti |                                    |                      |                      |

### Rhode Island at-large
Le elezioni politiche suppletive nel Distretto congressuale at-large di Rhode Island si sono tenute il 15 novembre, in seguito alle dimissioni di Benjamin Bourne.
| Partito                            | Partito                                  | Candidato                          | Risultati 15 novembre | Risultati 15 novembre |
| Partito                            | Partito                                  | Candidato                          | Voti                  | %                     |
| ---------------------------------- | ---------------------------------------- | ---------------------------------- | --------------------- | --------------------- |
|                                    | Federalisti                              | Elisha Reynolds Potter             | 1 619                 | 70,98                 |
|                                    | Democratico-Repubblicano                 | Peleg Arnold                       | 662                   | 29,02                 |
|                                    |                                          |                                    |                       |                       |
| Iscritti                           | Iscritti                                 | Iscritti                           | 2 281                 | 100,00                |
| ↳ Votanti (% su iscritti)          | ↳ Votanti (% su iscritti)                | ↳ Votanti (% su iscritti)          | 2 281                 | 100,00                |
| ↳ Voti validi (% su votanti)       | ↳ Voti validi (% su votanti)             | ↳ Voti validi (% su votanti)       | 2 281                 | 100,00                |
| ↳ Schede non valide (% su votanti) | ↳ Schede non valide (% su votanti)       | ↳ Schede non valide (% su votanti) | 0                     | 0,00                  |
| ↳ Astenuti (% su iscritti)         | ↳ Astenuti (% su iscritti)               | ↳ Astenuti (% su iscritti)         | 0                     | 0,00                  |
|                                    |                                          |                                    |                       |                       |
|                                    | Esito: collegio confermato a Federalisti |                                    |                       |                       |

### 1º distretto congressuale del Massachusetts
Le elezioni politiche suppletive nel 1º distretto congressuale del Massachusetts si sono tenute il 21 novembre, in seguito alle dimissioni di Theodore Sedgwick.
| Partito                            | Partito                                                         | Candidato                          | Risultati 21 novembre | Risultati 21 novembre |
| Partito                            | Partito                                                         | Candidato                          | Voti                  | %                     |
| ---------------------------------- | --------------------------------------------------------------- | ---------------------------------- | --------------------- | --------------------- |
|                                    | Democratico-Repubblicano                                        | Thomson J. Skinner                 | 746                   | 66,25                 |
|                                    | Federalisti                                                     | Ephraim Williams                   | 380                   | 33,75                 |
|                                    |                                                                 |                                    |                       |                       |
| Iscritti                           | Iscritti                                                        | Iscritti                           | 1 189                 | 100,00                |
| ↳ Votanti (% su iscritti)          | ↳ Votanti (% su iscritti)                                       | ↳ Votanti (% su iscritti)          | 1 189                 | 100,00                |
| ↳ Voti validi (% su votanti)       | ↳ Voti validi (% su votanti)                                    | ↳ Voti validi (% su votanti)       | 1 126                 | 94,70                 |
| ↳ Schede non valide (% su votanti) | ↳ Schede non valide (% su votanti)                              | ↳ Schede non valide (% su votanti) | 63                    | 5,30                  |
| ↳ Astenuti (% su iscritti)         | ↳ Astenuti (% su iscritti)                                      | ↳ Astenuti (% su iscritti)         | 0                     | 0,00                  |
|                                    |                                                                 |                                    |                       |                       |
|                                    | Esito: collegio passa da Federalisti a Democratico-Repubblicano |                                    |                       |                       |

### 4º distretto congressuale della Carolina del Nord
Le elezioni politiche suppletive nel 4º distretto congressuale della Carolina del Nord si sono tenute il 28 novembre, in seguito alle dimissioni di Absalom Tatom.
| Partito                            | Partito                                                         | Candidato                          | Risultati 28 novembre | Risultati 28 novembre |
| Partito                            | Partito                                                         | Candidato                          | Voti                  | %                     |
| ---------------------------------- | --------------------------------------------------------------- | ---------------------------------- | --------------------- | --------------------- |
|                                    | Federalisti                                                     | William F. Strudwick               | 264                   | 77,19                 |
|                                    | Democratico-Repubblicano                                        | Richard Stanford                   | 78                    | 22,81                 |
|                                    |                                                                 |                                    |                       |                       |
| Iscritti                           | Iscritti                                                        | Iscritti                           | 364                   | 100,00                |
| ↳ Votanti (% su iscritti)          | ↳ Votanti (% su iscritti)                                       | ↳ Votanti (% su iscritti)          | 364                   | 100,00                |
| ↳ Voti validi (% su votanti)       | ↳ Voti validi (% su votanti)                                    | ↳ Voti validi (% su votanti)       | 342                   | 93,96                 |
| ↳ Schede non valide (% su votanti) | ↳ Schede non valide (% su votanti)                              | ↳ Schede non valide (% su votanti) | 22                    | 6,04                  |
| ↳ Astenuti (% su iscritti)         | ↳ Astenuti (% su iscritti)                                      | ↳ Astenuti (% su iscritti)         | 0                     | 0,00                  |
|                                    |                                                                 |                                    |                       |                       |
|                                    | Esito: collegio passa da Democratico-Repubblicano a Federalisti |                                    |                       |                       |

## Riepilogo
| Dat          | Stato             | Collegio | Parlamentare uscente | Partito                  | Parlamentare eletto    | Partito                  |
| ------------ | ----------------- | -------- | -------------------- | ------------------------ | ---------------------- | ------------------------ |
| 18 aprile    | Maryland          | 2°       | Gabriel Duvall       | Democratico-Repubblicano | Richard Sprigg, Jr.    | Democratico-Repubblicano |
| 12 settembre | Massachusetts     | 10°      | Benjamin Goodhue     | Federalista              | Samuel Sewall          | Federalista              |
| 3 ottobre    | Maryland          | 2°       | Jeremiah Crabb       | Federalista              | William Craik          | Federalista              |
| 11 ottobre   | Pennsylvania      | 5°       | Daniel Hiester       | Democratico-Repubblicano | William Craik          | Federalista              |
| 15 novembre  | Rhode Island      | At-large | Benjamin Bourne      | Federalista              | Elisha Reynolds Potter | Federalista              |
| 21 novembre  | Massachusetts     | 1°       | Theodore Sedgwick    | Federalista              | Thomson J. Skinnerl    | Democratico-Repubblicano |
| 28 novembre  | Carolina del Nord | 4°       | Absalom Tatom        | Democratico-Repubblicano | William F. Strudwick   | Federalista              |